# Ana Pontón
Ana Pontón, (Sada 1977) é uma política galega de tendência nacionalista. Atualmente é a porta-voz nacional do Bloco Nacionalista Galego e também porta-voz da formação no Parlamento da Galiza e líder da oposição desde o 2020.

## Trajetória
Nasceu na vila de Sarria em 1977. Com só 16 anos entrou na organização juvenil Galiza Nova. É licenciada em Ciencias Politicas e da Administração pela Universidade de Santiago de Compostela (USC). Posteriormente participou na Direção Nacional de Galiza Nova, e foi escolhida como membro do Conselho Nacional do Bloco Nacionalista Galego en 2007. En 2012 anúnciase que é escolhida como porta-voz da formação nacionalista no Parlamento autonómico.
Em 2016, depois dos maus resultados da organização nas eleições, Ana Pontón é nomeada porta-voz nacional e candidata á presidencia da Xunta de Galiza nas primárias, com o 85% dos votos. Em 2019, na pre-campanha das eleições galegas de 2020 (por mor da COVID-19, foram adiadas de março a julho) anuncia que ficou grávida. Em março de 2020 nasce a sua primeira filha: Icía. Nas eleições dese mesmo ano, consegue bons resultados para o seu partido (melhorando os récords da formação obtidos pelo Xosé Manuel Beiras) com o 23.79% dos votos, triplicando os resultados anteriores.